# Cnemaspis paripari
Cnemaspis paripari là một loài thằn lằn trong họ Gekkonidae. Loài này được Grismer & Onn mô tả khoa học đầu tiên năm 2009.